# Mauricio Beltramella
Mauricio Beltramella (Olavarría, Provincia de Buenos Aires, 12 de mayo de 1971) es un ex-baloncestista profesional argentino que jugaba habitualmente en la posición de escolta. En 1997 fue reconocido como el Jugador de Mayor Progreso de la Liga Nacional de Básquet.

## Trayectoria
Beltramella se formó como baloncestista en el club San Martín de Sierras Bayas. En 1988 fue reclutado por Estudiantes de Bahía Blanca, donde debutó en la Liga Nacional de Básquet y permaneció hasta mediados de 1991. Pasó luego a Deportivo Valle Inferior, club con el que lograría varios ascensos hasta alcanzar la LNB en 1994, convirtiéndose en un referente del equipo y en un ídolo de los aficionados.
En 1996 fichó con Ferro. En sus tres temporadas allí fue un jugador de mucho peso para el equipo.
Regresó al TNA en 1999 como incorporación de Echagüe. Aunque su misión era ascender de categoría, en sus dos años con los paranaenses no pudo lograr el objetivo. Fue luego parte del proyecto basquetbolístico de Quilmes por una temporada, fracasando igualmente en la tarea de dejar atrás a la segunda división del baloncesto profesional argentino.
En 2002, luego de jugar en un torneo invernal de la Asociación de Básquet del Valle Inferior para Sol de Mayo, se convirtió en refuerzo de Pico Footbal Club, retornando así a la LNB. Tras dos años con los pampeanos, pasó a Central Entrerriano, donde sobresalió en el aspecto defensivo, convirtiéndose en el líder de robos de balón de la LNB en esa temporada. Fue contratado entonces por Argentino de Junín para la temporada 2005-06, sumándose a un plantel en el que también estaban otras figuras del momento como Román González, Facundo Sucatzky y Ariel Eslava. Sin embargo Beltramella dejó al equipo a mitad de temporada en medio de tensiones con sus compañeros, y pasó a reforzar a Olimpia de Venado Tuerto en el TNA.
En los últimos años de su carrera ya no volvería a actuar ni en la LNB ni en el TNA, sino en categorías más bajas. Jugó en Jorge Newbery de Carmen de Patagones, Oberá, Alianza Viedma y Del Progreso -además de registrar un breve paso por el ASIA-Inmaculada de la Liga de Basket Lima-, antes de retirarse y convertirse en entrenador de baloncesto juvenil en Olavarría.

### Clubes
| Club                                 | País      | Año         |
| ------------------------------------ | --------- | ----------- |
| San Martín de Sierras Bayas          | Argentina | 1986 - 1987 |
| Estudiantes de Bahía Blanca          | Argentina | 1987 - 1991 |
| Deportivo Valle Inferior             | Argentina | 1992 - 1996 |
| Ferro                                | Argentina | 1996 - 1999 |
| Echagüe                              | Argentina | 1999 - 2001 |
| Quilmes                              | Argentina | 2001 - 2002 |
| Sol de Mayo                          | Argentina | 2002        |
| Pico Footbal Club                    | Argentina | 2002 - 2004 |
| Central Entrerriano                  | Argentina | 2004 - 2005 |
| Argentino de Junín                   | Argentina | 2005        |
| Olimpia de Venado Tuerto             | Argentina | 2006        |
| Jorge Newbery de Carmen de Patagones | Argentina | 2006 - 2007 |
| Oberá                                | Argentina | 2008        |
| Jorge Newbery de Carmen de Patagones | Argentina | 2008 - 2009 |
| ASIA-Inmaculada                      | Perú      | 2009        |
| Alianza Viedma                       | Argentina | 2010 - 2011 |
| Del Progreso                         | Argentina | 2011 - 2012 |